# Даугавпилсская тюрьма

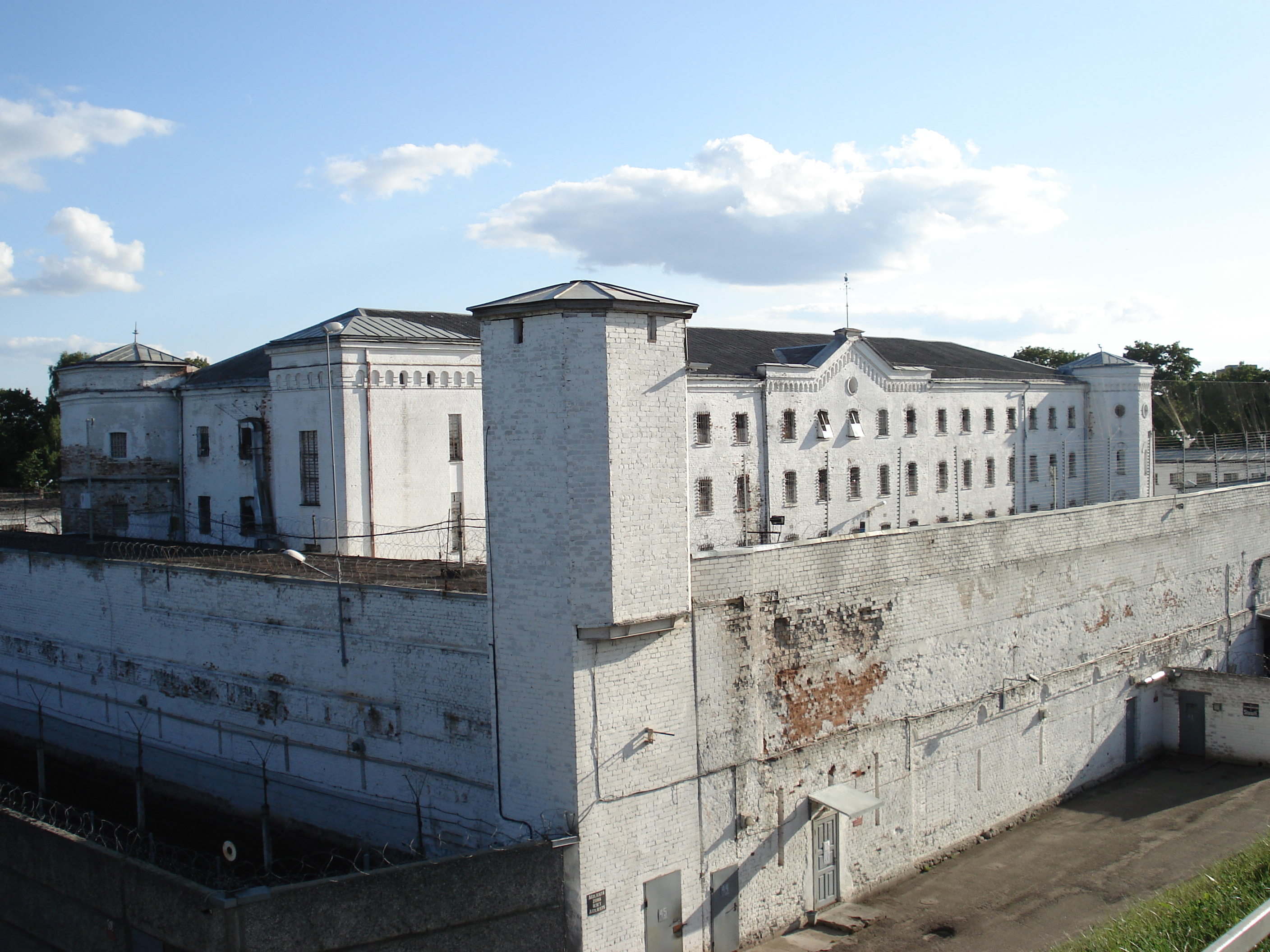
Тюрьма «Белый лебедь» в Даугавпилсе

Даугавпилсская тюрьма (латыш. Daugavpils cietums), в просторечии — «Белый лебедь» (латыш. Baltais gulbis) — тюрьма в Латвии, расположенная в центральной части города Даугавпилс в Гайке́ по адресу: улица 18 ноября, 66А. Памятник архитектуры местного значения, охраняется государством.

## История

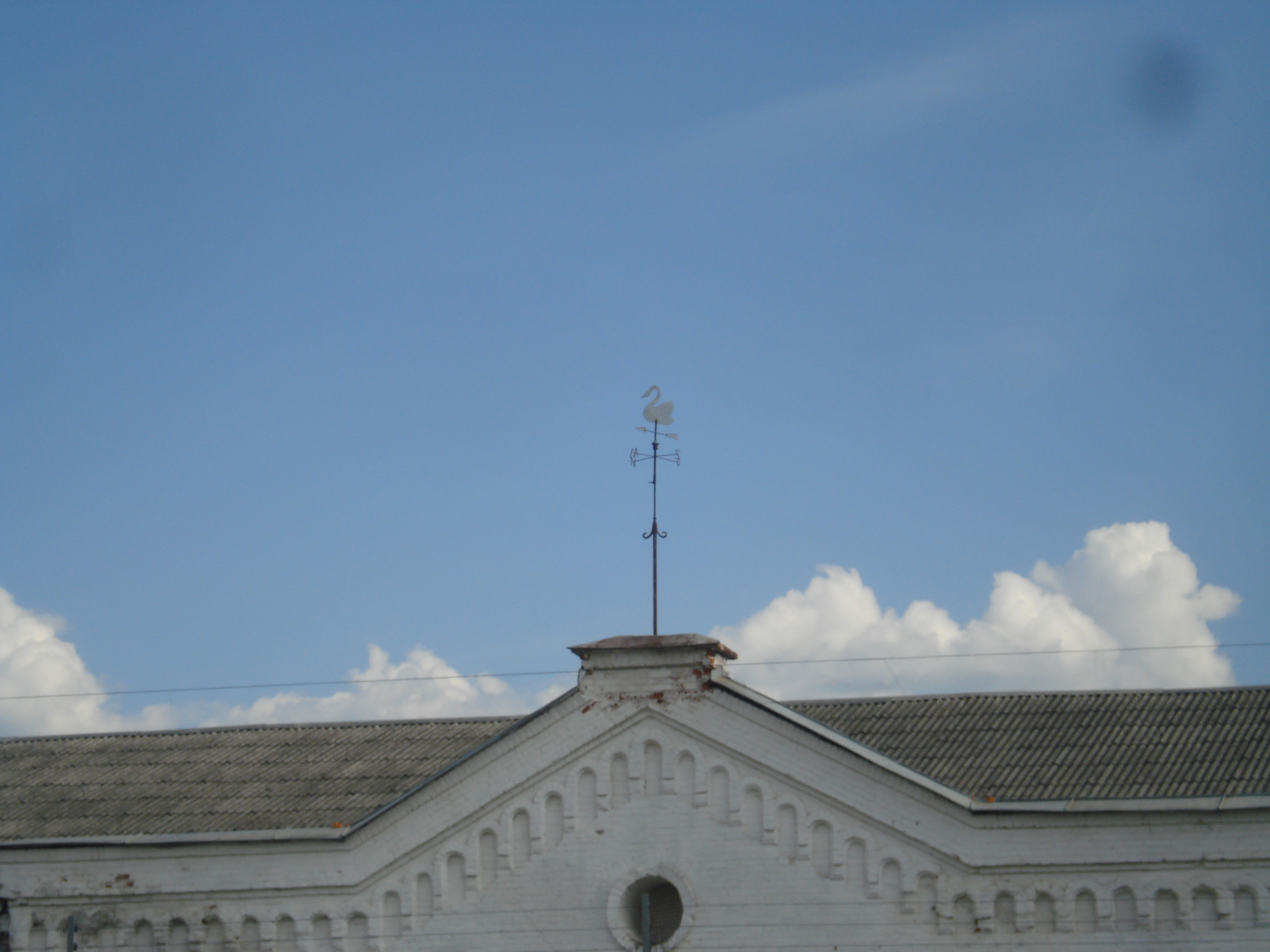
Флюгер

Тюрьма была построена в 1863 году на окраине города. Первоначально фасад здания тюрьмы имел красный цвет, и известна она была как «Красный дом». Согласно документам из тюремного архива, архитектором здания тюрьмы являлся её первый заключённый. Сейчас тюрьма представляет собой побеленный острог, огороженный глухими стенами, с вышками по углам. Здание тюрьмы венчает флюгер в виде белого лебедя. Такое сочетание белых стен и флюгера в виде белого лебедя, и дало название тюрьме.
23 июня 1941 года, в связи с приближением к Даугавпилсу немецких войск, во дворе тюрьмы сотрудниками НКВД был расстрелян Мелетий Архипович Каллистратов — депутат всех четырёх Сеймов Латвии, защищавший интересы русских и впоследствии образовавший староверческую фракцию.
Во второй половине 20-го века на базе исправительно-трудового учреждения «Белый лебедь» было создано Даугавпилсское предприятие ОЦ-78/3, занимающееся производством бытовой радиоаппаратуры. В 1960-х годах на предприятии ОЦ-78/3 производили абонентский громкоговоритель «Рига», репродуктор трёхпрограммного вещания РТВ-61 «Вента» и РТВ-64 «Рига».

## Расположение
Окна тюрьмы выходят на одну из главных улиц города — улицу 18 ноября (18. novembra iela, ул. 18. новембра). Рядом с тюрьмой находится АО «Даугавпилсский локомотиворемонтный завод» и Балтийская международная академия.
В октябре 2006 года в Даугавпилсе состоялась акция протеста с требованием перенести тюрьму из центральной части города. В феврале 2008 года, министром юстиции Гайдисом Берзиньшем, было объявлено о возможности такого переноса.

## Современное состояние
«Белый лебедь» — единственная тюрьма в Латвии, где на вышках нет часовых. Помимо вооружённой охраны, патрулирующей территорию тюрьмы, наблюдение за заключёнными осуществляется посредством электронного оборудования.
В тюрьме «Белый лебедь» отбывает пожизненное заключение серийный убийца Каспар Петров, которому инкриминируется 38 убийств пожилых женщин, 13 из которых суду удалось доказать.
В 2008 году тюрьма «Белый лебедь» была объединена с Гривской тюрьмой (также расположенной в Даугавпилсе), для сокращения расходов по содержанию администраций тюрем. Объединённая тюрьма получила новое название — Даугавгривас (латыш. Daugavgrīvas cietums, Даугавгривская тюрьма).

## Известные заключённые
- Грантс, Янис
- Каллистратов, Мелетий Архипович
- Петров, Каспар